# 恋のセゾン
『恋のセゾン』（こいのセゾン）は、フルーツの通算1枚目のオリジナル・アルバム。2008年7月16日に発売された。

## 解説
- 日本テレビ系オーディション番組『歌スタ!!』で結成された少女4人組アイドル・『フルーツ』のデビューアルバムである。
- プロデューサーは、DJ UTO。
- 楽曲提供作家は、崎谷健次郎、DJ UTO、three tight b、m.c.A・Tである。
- 「恋のセゾン」は、『歌スタ!!』オーディションで合格した少女4名に、作家4名が「春夏秋冬」をテーマに楽曲を書き上げ、それらの曲のサビをDJ UTOがメガミックスしたものである。
  - 日本テレビ系『歌スタ!!』2008年7月度オープニングテーマ。
  - 日本テレビ系『ロンQ!ハイランド』2008年4･5月度エンディングテーマ。
- 「ウッーウッーウマウマ(ﾟ∀ﾟ)」は、スウェーデンのユーロビート音楽ユニット・キャラメルの曲「キャラメルダンセン」の改題カヴァー。日本語空耳歌詞でカヴァーした国内アーティストとしては、初収録である[2]。
- 仕様はエンハンスドCDミニアルバム。発売元はGENERATOR TUNESで、販売元がPONY CANYONである。

## 収録曲
1. 恋のセゾン
作詞：崎谷健次郎、森永真由美、three tight b、m.c.A・T  / 作曲：崎谷健次郎、DJ UTO、three tight b、m.c.A・T / 編曲：DJ UTO / 歌唱：フルーツ
2. ユメ ～春風満帆～
作詞 / 作曲 / 編曲：崎谷健次郎 / 歌唱：MIDORI
3. natsu
作詞：森永真由美 / 作曲 / 編曲：DJ UTO / 歌唱：MIYU
4. ナミアゲハ
作詞：H / 作曲 / 編曲：新屋豊 / 歌唱：NINA
5. Winter Plan
作詞 / 作曲 / 編曲：m.c.A・T / 歌唱：MEGUMI
6. 恋のセゾン（カラオケ）
作曲：崎谷健次郎、DJ UTO、three tight b、m.c.A・T / 編曲：DJ UTO
7. ウッーウッーウマウマ(ﾟ∀ﾟ)
作詞 / 作曲：Jorge Vasconcelo 編曲：DJ UTO / 歌唱：フルーツ

## 関連事項
- 「キャラメルダンセン」 - 「ウッーウッーウマウマ(ﾟ∀ﾟ)」の原題。スウェーデンの音楽ユニット・キャラメル（Caramell）の曲。